# Verwechslungsgefahr
Verwechslungsgefahr ist ein Begriff aus dem Kennzeichenrecht, insbesondere dem Markenrecht.
Ein Markeninhaber kann eine Reihe markenrechtlicher Ansprüche nicht nur gegen identische Marken geltend machen, sondern auch gegen ähnliche Marken, wenn für die angesprochenen Verkehrskreise die Gefahr von Verwechslungen besteht.
Nach Auffassung des EuGH liegt Verwechslungsgefahr dann vor, wenn die angesprochenen Verkehrskreise glauben könnten, dass die betreffenden Waren oder Dienstleistungen aus demselben Unternehmen oder gegebenenfalls aus wirtschaftlich miteinander verbundenen Unternehmen stammen. Dabei soll Verwechslungsgefahr insbesondere von der Ähnlichkeit der Marken, der Ähnlichkeit der Waren und Dienstleistungen, die mit der Marke gekennzeichnet sind, und von der Kennzeichnungskraft der geltend gemachten Marke abhängen, wobei diese Faktoren in einer Wechselwirkung stehen.
Für die Verwechslungsgefahr kann es genügen, dass die angesprochenen Verkehrskreise Gefahr laufen,  die einander gegenüberstehenden Kennzeichen infolge teilweiser Übereinstimmung gedanklich einem einzigen Inhaber zuzuordnen (z. B. Verwechslungsgefahr unter dem Aspekt des Serienzeichens), oder trotz Erkennens der gegebenen Unterschiede der Zeichen wirtschaftliche oder organisatorische Zusammenhänge zwischen den Markeninhabern anzunehmen.
Der Bundesgerichtshof hat die aus dem Kennzeichenrecht bekannten Grundsätze zur Verwechslungsgefahr auch im Lauterkeitsrecht bei der Beurteilung einer Herkunftstäuschung angewendet.